# Zamarada dilucida
Zamarada dilucida là một loài bướm đêm trong họ Geometridae.